# Love Parade

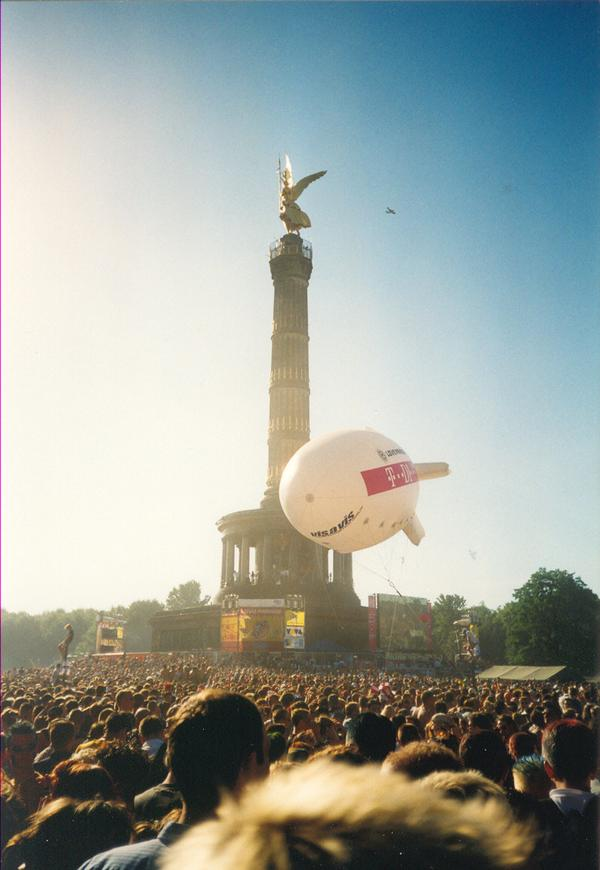
Siegessäule vid Straße des 17. Juni var centrum för Love Parade då tusentals rave- och technofantaster samlades i centrala Berlin.

Love Parade, sedan 2022 under namnet Rave the Planet, är en av världens största rave- och technofestivaler (jämför Streetparade) som årligen hålls sommartid i Berlin och har sitt centrum i parken Tiergarten. 
Från 2007 arrangerades festivalen inte längre i Berlin utan åren fram till och med 2010 ägde den rum i olika städer i Ruhrområdet. Festivalen lockar människor från hela världen, som mest har omkring en och en halv miljon människor deltagit. Festivalen lades ner 2010 efter en olycka men återuppstod igen år 2022, men nu under namnet Rave the Planet. 
Den stora paraden går längs Tiergartens väldiga boulevarder och består av åtskilliga lastbilar med rave- och technomänniskor dansandes till hög musik. I hela den jättelika parken mitt i centrala Berlins regeringskvarter sågs människor samlade som dansade eller bara tittade på, många av dem klädda i extrema kläder, starka neonfärger och mycket plast. 
Den första festivalen hölls sommaren 1989 och hade omkring 150 deltagare. I slutet av 90-talet var det över en miljon deltagare. 1997 började Fuckparade i Berlin som en alternativ technoparad som var emot kommersialiseringen av Love Parade. Åren 2004 och 2005 samt 2009 hölls ingen Love Parade. År 2006 kom Love Parade tillbaka sedan nya finansiärer gått in med pengar. Fr o m 2007 arrangerades festivalen utanför Berlin, 2007 i Essen och 2008 i Dortmund. Sista paraden var i Duisburg. Love Parade återuppstod sedan som Rave the Planet år 2022 i Berlin.

## Slutet för paraden
Den 24 juli 2010 på kvällen omkom 21 personer under festivalen när tumult uppstod inuti en tunnel vid festivalområdet i Duisburg. Utöver de dödade skadades över 500 personer.
Enligt en presskonferens den 25 juli 2010 meddelades bland annat att 2010 års festival blev den sista p.g.a. de tragiska dödsfallen, detta eftersom ledningen för Love Parade fick utstå mycket hård kritik för säkerheten runt arrangemanget.

## Paraden återuppstår
År 2022 återuppstod paraden under namnet Rave the Planet. 

## Motton
Varje Love Parade har haft ett motto:
| Datum         | Motto                                         | Hymn                  | Stad     |
| ------------- | --------------------------------------------- | --------------------- | -------- |
| 01.07.1989    | Friede, Freude, Eierkuchen                    |                       | Berlin   |
| 07.07.1990    | The Future Is Ours                            |                       | Berlin   |
| 06.07.1991    | My House Is Your House And Your House Is Mine |                       | Berlin   |
| 04.07.1992    | The Worldwide Party People Weekend            |                       | Berlin   |
| 03.07.1993    | Fifth Anniversary                             |                       | Berlin   |
| 02.07.1994    | The Spirit Makes You Move                     |                       | Berlin   |
| 08.07.1995    | Peace on Earth                                |                       | Berlin   |
| 13.07.1996    | We Are One Family                             |                       | Berlin   |
| 12.07.1997    | Let the Sunshine In Your Heart                | Sunshine              | Berlin   |
| 11.07.1998    | One World One Future                          | Loveparade 1998       | Berlin   |
| 10.07.1999    | Music Is The Key                              | Music Is The Key      | Berlin   |
| 08.07.2000    | One World One Loveparade                      | Loveparade 2000       | Berlin   |
| 21.07.2001    | Join the Love Republic                        | You Can’t Stop Us     | Berlin   |
| 13.07.2002    | Access Peace                                  | Access Peace          | Berlin   |
| 12.07.2003    | Love Rules                                    | Love Rules            | Berlin   |
| 2004 Inställt | –                                             | –                     | –        |
| 2005 Inställt | –                                             | –                     | –        |
| 15.07.2006    | The Love Is Back                              | United States Of Love | Berlin   |
| 25.08.2007    | Love Is Everywhere                            | Love Is Everywhere    | Essen    |
| 19.07.2008    | Highway To Love                               | Highway To Love       | Dortmund |
| 2009 Inställt | –                                             | –                     | –        |
| 24.07.2010    | The Art Of Love                               | The Art Of Love       | Duisburg |